# یوبرگات

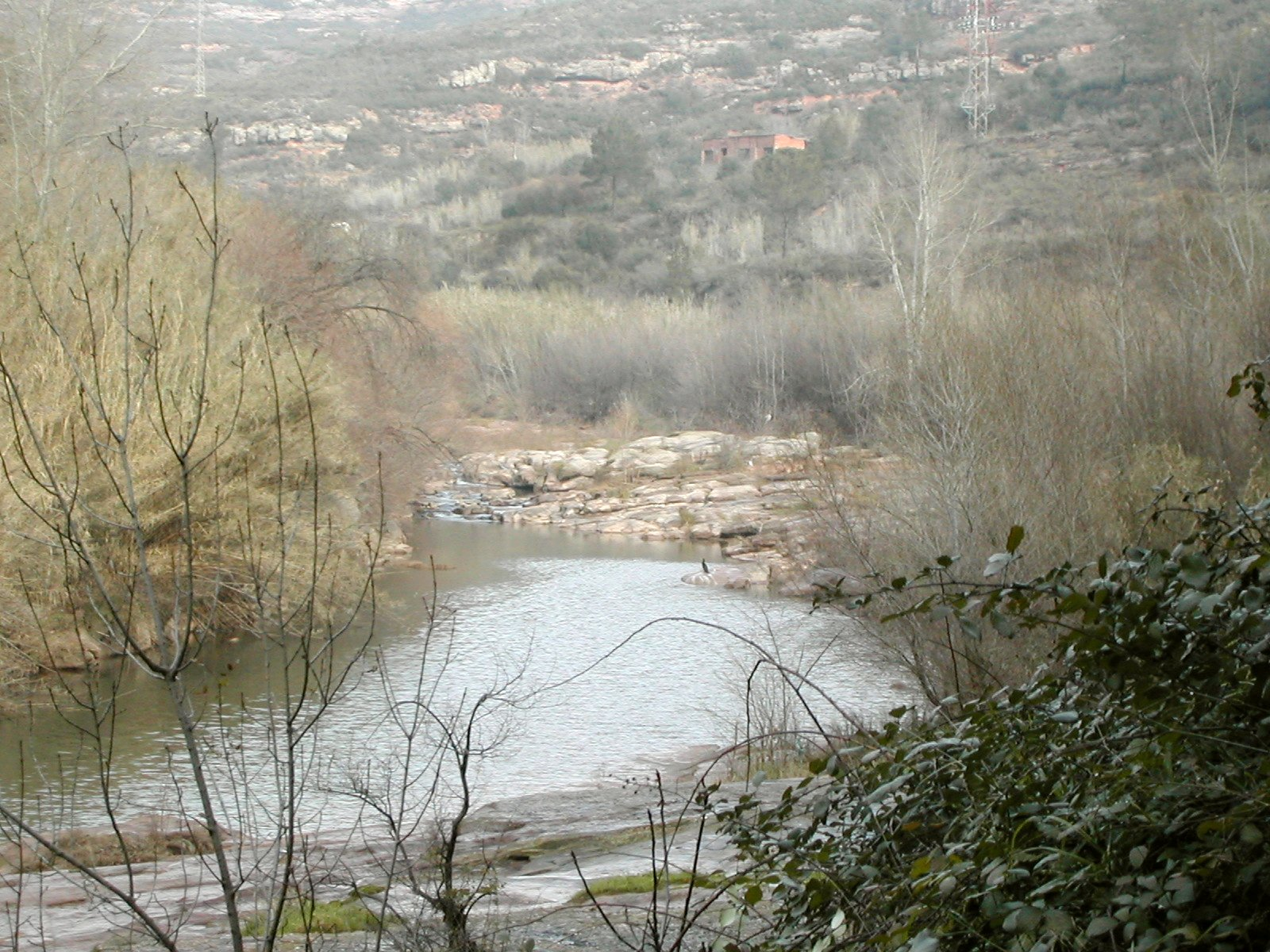
تصویری از رودخانه

یوبرگات دومین رودخانه طولانی در کاتالونیا اسپانیا است. این رودخانه در ارتفاع ۱٬۲۵۹ متری رشته کوه‌های سرا دل کادی سرچشمه می‌گیرد و در دریای مدیترانه پایان می‌یابد. طول این رودخانه بیش از ۱۷۰ کیلومتر است.